# Руски и съветски паметници в Сливенска област
| Снимка | Описание/дати стар стил | Надпис | Местоположение | Местоположение |
| ------ | --- | --- | -------------- | --- |
|        | Паметна плоча на незнаен руски войн, загинал край село Коньово през 1878 г. | Тук е бил погребан незнаен руски войник загинал за освобождението на с.Атлооулу /Коньово/ през 1878 г. ВЕЧНА СЛАВА НА ГЕРОЯ | Коньово        | Намира се в близост до центъра 42°31′28.2″ с. ш. 26°09′59.6″ и. д. / 42.5245° с. ш. 26.166556° и. д. |
|        | Паметен знак на Великия княз Николай Николаевич, главнокомандващ на Действуващата армия през Руско-турската война 1877-1878 г.                                                                                                  | княз НИКОЛАЙ НИКОЛАЕВИЧ 1831-1891 | Николаево      | Открит е през 2021 г. по случай 190 годишнината от рождението и 130 годишнината от кончината на княза. Намира се на център в парка 42°32′29.4″ с. ш. 26°16′07.8″ и. д. / 42.5415° с. ш. 26.268833° и. д.                                             |
|        | Бюст-паметник на ген. Михаил Скобелев | генерал МИХАИЛ СКОБЕЛЕВ | Сливен         | Открит е през 2015 г. в централната част до театъра на ул. „Генерал Скобелев“ 42°40′53.4″ с. ш. 26°18′47.5″ и. д. / 42.6815° с. ш. 26.313194° и. д.                                                                                                  |
|        | Паметник на мястото на посрещането на 4 януари 1878 г. руските освободителни войски начело с майор Виктор Кардашевски, командир на 13-ти драгунски полк и подполковник Николай Бакланов, командир на 23-ти Донски казашки полк. | Елате, елате, така дългоочаквани скъпи гости, пристъпете със смела стъпка в нашия град, неговото население измъчено от тежките страдания със сълзи на очи ви чака с отворени обятия. Из речта на Д.Чинтулов произнесени при посрещането на руските войски на 17.I.1878 г. | Сливен         | Намира се в местността Харманите, днес площад 17-ти януари в квартал Клуцохор 42°40′26.6″ с. ш. 26°18′08.6″ и. д. / 42.674056° с. ш. 26.302389° и. д.                                                                                                |
|        | Паметник на майор Албин Казимир Флорианович Стефанович командир на 3 батальон от 96-ти Омски полк , починал в Сливен на 8 май 1878 г.                                                                                           | За освобождението на България 1877 – 1878 майор АЛЬБИН КАЗИМИР ФЛОРИАНОВИЧ СТЕФАНОВИЧ 96 пехотен Омски полк, роден 1838 г. в Ковелска губерния, починал 8 май 1878 г. в Сливен                                                                                            | Сливен         | Погребан е в северната част на „Клуцохорското гробище“. През 1968 г. паметната плоча е преместена в местността Хамам баир, а през януари 2006 г. е открит сегашният паметник 42°40′26.8″ с. ш. 26°18′48.9″ и. д. / 42.674111° с. ш. 26.313583° и. д. |
|        | Паметна плоча за освобождението на града на 2 януари 1878 г. от войските на генерал-майор Николай Малахов | На 2/14 януари 1878 г. Твърдица е освободена от части на руските освободителни войски под командуването на генерал Малахов. Вечна признателност братя освободители! | Твърдица       | Намира се на площад „Свобода“ до Общината. 42°42′06.3″ с. ш. 25°53′52.3″ и. д. / 42.70175° с. ш. 25.897861° и. д. |